# استخدام النباتات الفطرية التحولية في الدفاع
استخدام النباتات الفطرية التحولية في الدفاع يحدُث عندما تقوم النابوتات الداخلية، والتي تعيش بتناغُم تام مع أغلب النباتات بدخول خلاياها، عادة الفطريات أو البكتيريا، تُستخدم كوسيلة دفاع غير مُباشرة ضد اّكلة الأعشاب( حيوانات تتغذى على العُشب). في تبادُل لمصادر الطاقة الكربوهيدراتية، الفطر يوفر فوائد للنباتات التي تحتوي على مياه زائدة أو امتصاص المواد الغذائية والبروتين من الحيوانات العاشبة، الحشرات، الطيور والثدييات. بمُجرد أن ترتبط يُغير الفطر محتوى العناصر الغذائية للنبات ويعزز أو يبدأ إنتاجالمُستقلبات الثانوية. التغيير في المكون الكيميائي تعمل على ردع الحيوانات العاشبة عن طريق الحشرات، والرعي عن طريق ذوات الحوافر أو وضع البيض عن طريق الحشرات البالغة.
الدفاع بواسطة النابوت(فطر) من الممكن أن يكون إيضاً فعال ضد مسببات الأمراض والأضرار غير العُشبية.
وهذا يختلف عن الأشكال الأُخري في الدفاع غير المباشر في أن الفطريات تعيش داخل خلايا النباتات وتغير وظائفها مباشرة. بعكس، الدفاعات الحيوية الأخري مثل الحيوانات المفترسة أو الطفيليات من العواشب المستهلكة للنباتات والتي عادة تنجذب بالمركبات العضوية المتطايرة (المعروفة ب semiochemicals) وتصدُر بعد الأضرار أو عن طريق المكافآت الغذائية والمأوي التي يُنتجها النبات. هذه الدوافع تختلف في الوقت الذي تقضيه مع النبات: من فترة طويلة بما فيه الكفاية إلى وضع البيض إلى حتى بقاء أجيال عديدة، يميل النابوت الفطرى على العيش مع النبات طول  حياتها كُلها. من الناحية التصنيفية، تنتمي معظم الفطريات التحويلية إلي شُعبة الفطريات الكيسية Ascomycota والتشابكات المرتبطة بها، في مختلف الضغوط الغير حيوية مثل الجفاف، درجة الحرارة، والمعادن الثقيلة التي تشارك في حماية النباتات.

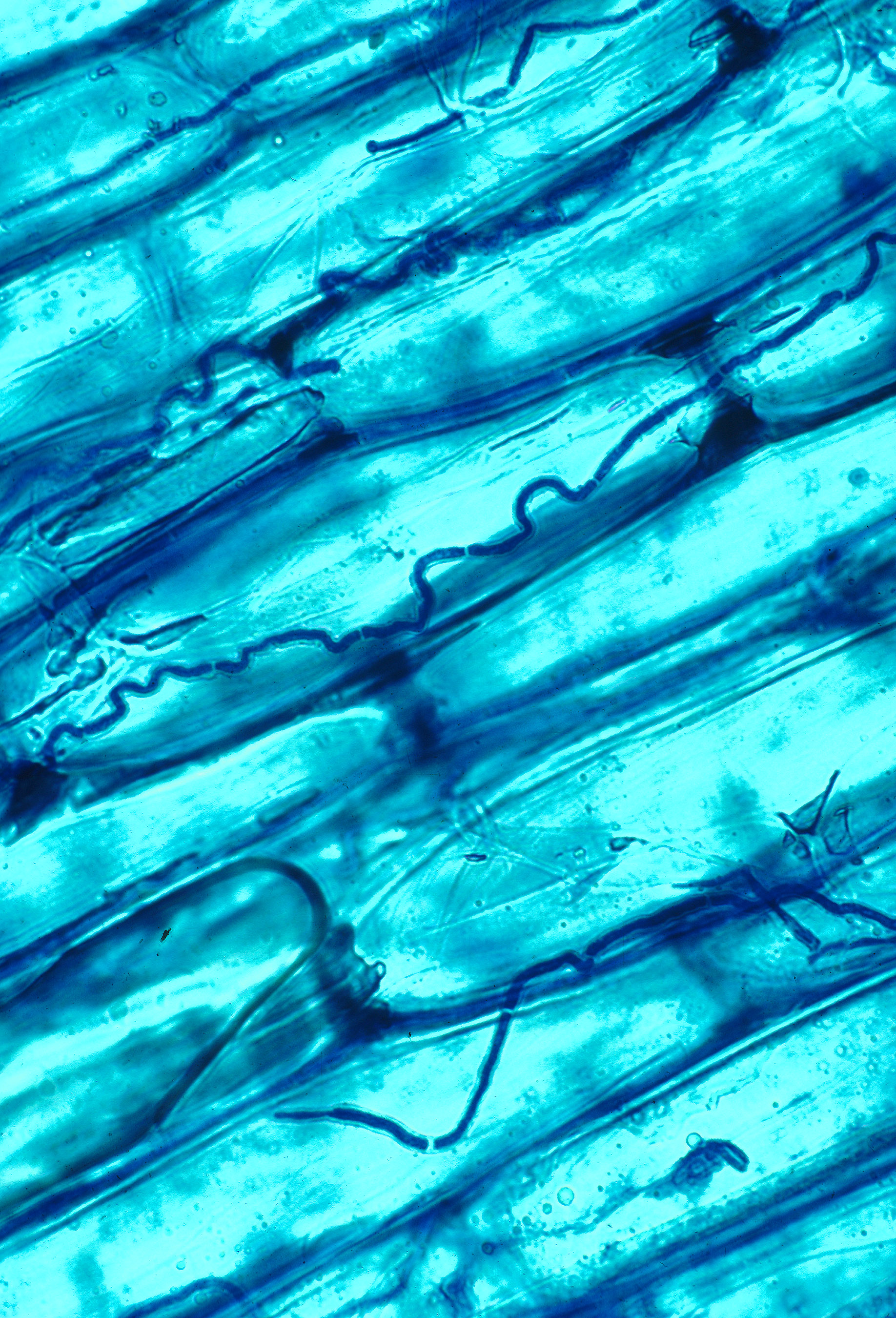